# Iglesia de Santiago Apóstol (Cerio)
La iglesia de Santiago Apóstol es un templo situado en el concejo de Cerio, en el municipio español de Vitoria.

## Descripción

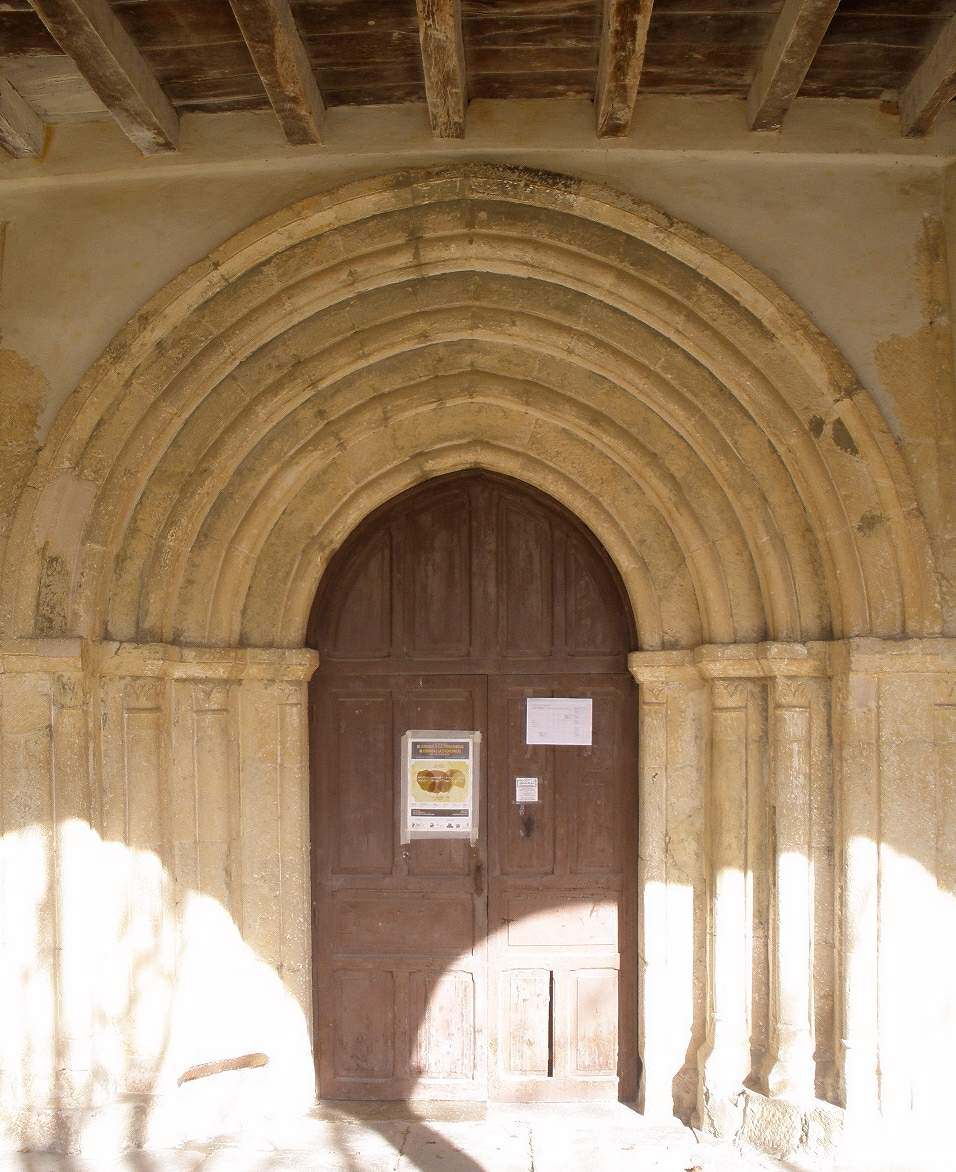
Detalle de la entrada a la iglesia

El edificio se encuentra en el concejo alavés de Cerio, en la comunidad autónoma del País Vasco. Se menciona como iglesia parroquial del lugar en el Diccionario geográfico-estadístico-histórico de España y sus posesiones de Ultramar de Pascual Madoz, donde se dice que a mediados del siglo XIX estaba «servida por un cura beneficiado, con título perpetuo, de presentacion de las monjas dominicas de San Juan de Quejana». Décadas después, ya en el siglo XX, Vicente Vera y López vuelve a reseñarla en el tomo de la Geografía general del País Vasco-Navarro dedicado a Álava con las siguientes palabras: «Es parroquia rural de segunda clase, dedicada al apóstol Santiago, perteneciente al arciprestazgo de Armentia». Señala, además, que «sobre la iglesia de este lugar ejercían patronato las monjas dominicas de San Juan de Quejana».
Los registros sacramentales de bautismos, matrimonios y decesos generados por la parroquia de Santiago Apóstol desde el siglo XV hasta el final del XIX se conservan con los del resto de iglesias de la provincia en el Archivo Histórico Diocesano de Vitoria, donde pueden consultarse.